# 劉孝威
劉 孝威（りゅう こうい、496年 - 549年）は、南朝梁の官僚・文人。本貫は彭城郡彭城県安上里。

## 経歴
斉の大司馬霸府従事中郎の劉絵の六男として生まれた。晋安王蕭綱の下で安北法曹を初任とし、主簿に転じた。母が死去したため、職を辞して喪に服した。喪が明けると、太子洗馬に任じられ、太子中舎人・太子庶子・太子率更令を歴任し、東宮の記録を管掌した。大同9年（543年）、白雀が東宮に集ったことから、孝威は頌を作って奏上した。その言葉はたいへん美しいものであった。太清年間、太子中庶子に転じ、通事舎人を兼ねた。侯景の乱が起こると、孝威は建康の包囲から脱出して、司州刺史の柳仲礼の西上に従ったが、安陸で病没した。

## 伝記資料
- 『梁書』巻41 列伝第35
- 『南史』巻39 列伝第29